# 島津善久
島津善久（1468年—1494年5月22日），是室町時代薩摩國的人物。
善久是島津氏的分家－伊作島津家第8代當主島津久逸的長子，並在其後繼任伊作家第9代当主。明應3年（1494年），他被養馬的雜役殺死，享年27歲。其後由善久的兒子島津忠良繼任当主。
他的子女有：
1. 女（吉田位清妻）
2. 女（島津昌久妻）
3. 島津忠良

他的妻子是常盤。